# Schon so lang
Schon so lang ist die vom Liedermacher Hannes Wader übertragene Version von Alex Campbells Been on the Road so Long, das Wader seit über 50 Jahren singt.

## Inhalt
Wader hält sich eng an Campbells Text von 1967. Nach der ersten Strophe, die von einer langen Reise oder einem langen Lebensweg spricht, geht es in der nächsten um Krieg und die Folgen, was in der dritten Strophe zum Atomkrieg konkretisiert wird, und um die Lügen, die die Herrschenden verbreiten. Die vierte Strophe setzt auf Liebe, Glaube und Hoffnung, bis die letzte Strophe seine Reise und Ermüdung der ersten Strophe wieder aufgreift.

## Aufbau
Das Lied besteht aus fünf Strophen mit je neun Versen. Es gibt keinen Refrain, dafür wird die Zeile „schon so lang“ in jeder Strophe dreimal gesungen.

## Musik
Das Lied steht im 6/8-Takt und in F-Dur, verwendet werden die dazugehörigen Dur-Akkorde. Wader baut nach der zweiten Strophe eine Bridge ein, in der er um einen Ganzton nach oben zu G-Dur moduliert. Vor der letzten Strophe kehrt er in die Ausgangstonart zurück. Der Tonumfang beträgt eine Dezime (ohne die Modulation). Die Melodie beginnt und endet auf der Quarte unter dem Grundton.

## Veröffentlichungen

### Hannes Wader

#### Alben
- 1972: 7 Lieder

- 1975: Das Portrait
- 1982: Dass nichts bleibt wie es war
- 1992: Schon so lang – ’62 –’92
- 2018: Macht’s gut!

#### Liveauftritte (Auswahl)
- 1982: Festival des politischen Liedes Berlin mit Lydie Auvray (Akkordeon), Reinhard Bärentz (Gitarre) und Hans Hartmann (Bass)[1]
- 2009: Gasteig, München[2]

### Hannes Wader mitKonstantin Wecker(Auswahl)
- 2001: CD Was für eine Nacht
- 2001: live[3]
- 2007: Jubiläumskonzert zu Weckers 60. Geburtstag[4]
- 2014: Songs an einem Sommerabend[5]

### Hannes Wader mitAllan Taylor
- 2013: CD Old Friends in Concert (zweisprachig)[6]

### Weitere Interpreten (Auswahl)
Das Lied ist unter anderem auch von folgenden Künstlern gecovert worden:
- Alwin Moser und Nicky[7]
- Trauermusik zur Beerdigung auf Friedhof in Sinsheim (Friedwald)[8]

## Quelle
- Martin Ketels, Sanna Dinse: Liederkorb (Liederbuch 5). Bund-Verlag, Köln 1983, Lied 46, ISBN 3-7663-1018-6